# 레이철 리 쿡
레이철 리 쿡(Rachael Leigh Cook, 1979년 10월 4일 ~ )는 미국의 배우이다.

## 학력
- 사우스 고등학교
- 로렐 스프링스 학교

## 출연 작품
- 쉬즈 올 댓